# William Smith (nadador)
William Smith (Honolulu, Estados Unidos, 16 de mayo de 1924-ídem, 8 de febrero de 2013) fue un nadador estadounidense especializado en pruebas de estilo libre media distancia, donde consiguió ser campeón olímpico en 1948 en los 100 metros.

## Carrera deportiva
En los Juegos Olímpicos de Londres 1948 ganó la medalla de oro en los 400 metros estilo libre, con un tiempo de 4:41.0 segundos que fue récord olímpico, y también ganó la medalla de oro en los relevos de 4x200 metros libre, por delante de Hungría (plata) y Francia (bronce).